# Павлиновский район
Павлиновский район — административно-территориальная единица в составе Западной области РСФСР, существовавшая в 1929—1932 годах.
Административный центр — посёлок при станции Павлиново.

## История
Павлиновский район был образован согласно постановлению ВЦИК от 17 июня 1929 года в составе Сухиничского округа Западной области.
23 июля 1930 года в связи с ликвидацией округов Павлиновский район был переподчинен непосредственно облисполкому.
1 января 1932 года Павлиновский район был упразднён. При этом Больше-Захарьевский и Заборьевский сельсоветы были переданы в Дорогобужский район; Кохоновский и Ново-Березовский сельсоветы — в Екимовичский район; Бывалковский, Замошьенский, Носищевский, Обуховский, Сосовский, Руднянский, Холмовский и Уваровский сельсоветы — в Ельнинский район; остальные сельсоветы — в Спас-Деменский район.